# Julia Tannheimer
Julia Tannheimer, née le 1er août 2005 à Ulm, est une biathlète allemande.

## Biographie

### Débuts
julia Tannheimer a débuté le biathlon à l'âge de 10 ans et a commencé sa carrière internationale à l'âge de 16 ans lors des Championnats du monde Jeunes 2022 à Soldier Hollow (Utah, États-Unis). Elle réalise trois top 10 en trois courses dont notamment une cinquième place sur l'individuel. L'hiver suivant elle fait ses débuts en IBU Cup Junior. En janvier 2023, elle remporte la médaille d'or de l'individuel et la médaille d'argent du relais mixte au Festival olympique de la jeunesse européenne. En mars 2023, à Chtchoutchinsk, elle remporte trois titres de championne du monde dans la catégorie Jeunes, en sprint, poursuite et relais, ainsi qu'une médaille d'argent en relais mixte,.

### Saison 2023-2024
Lors de la saison 2023-2024, elle fait ses premiers pas dans le milieu des séniors. Elle signe sa première victoire sur le circuit IBU Cup en remportant la Mass-Start 60 à Sjusjøen le 16 décembre 2023. En janvier 2024, elle fait des débuts remarqués en Coupe du monde à Ruhpolding, signant d'emblée une quinzième place sur le sprint. Lors des Championnats du monde juniors de biathlon 2024 à Otepää, elle remporte le titre de l'individuel puis le titre en relais avec Alina Nussbicker, Julia Kink et Marlene Fichtner. Elle obtient également deux autres médailles, en argent, sur le sprint et le relais mixte. Pressentie pour faire la tournée nord-américaine de mars en Coupe du monde (les deux dernières étapes, aux États-Unis et au Canada), elle renonce, préférant se concentrer sur ses études et se reposer.

### Saison 2024-2025
Julia Tannheimer est, malgré son jeune âge (19 ans), titularisée en équipe première d'Allemagne pour disputer la Coupe du monde de biathlon 2024-2025. Lors de l'étape d'ouverture à Kontiolahti, elle participe deux fois à la cérémonies des fleurs en terminant sixième du sprint puis cinquième de la mass-start. La semaine suivante à Hochfilzen, elle remporte sa première victoire sur le relais en compagnie de Vanessa Voigt, Selina Grotian et Franziska Preuß. Elle signe à cette occasion une belle performance, réalisant le meilleur temps du second relais et permettant à l'Allemagne de pointer à mi-parcours à l'avant de la course dans la même seconde que la France.

## Palmarès

### Championnats du monde
| Édition \ Épreuve | Individuel | Sprint | Poursuite | Mass start | Relais | Relais mixte | Relais mixte simple |
| ----------------- | ---------- | ------ | --------- | ---------- | ------ | ------------ | ------------------- |
| Lenzerheide 2025  | 33e        | 17e    | 24e       | 15e        | 5e     | —            | —                   |

Légende :
- — : non disputée par Julia Tannheimer

### Coupe du monde
- Meilleur classement général : 31e en 2025.
- Meilleur résultat individuel : 5e
- 2 podiums en relais : 1 victoire et 1 troisième place.

 Dernière mise à jour le 23 mars 2025 

#### Classements en Coupe du monde par saison
| Saison    | Individuel | Individuel | Sprint | Sprint | Poursuite | Poursuite | Mass start | Mass start | Général | Général    |
| Saison    | Points     | Class.     | Points | Class. | Points    | Class.    | Points     | Class.     | Points  | Classement |
| --------- | ---------- | ---------- | ------ | ------ | --------- | --------- | ---------- | ---------- | ------- | ---------- |
| 2023-2024 |            |            | 26     | 53e    | 8         | 71e       |            |            | 34      | 67e        |
| 2024-2025 | -          | -          | 104    | 27e    | 78        | 28e       | 50         | 30e        | 232     | 31e        |

#### Résultats détaillés en Coupe du monde
| 2023-2024 |        |       |       |        |        |        |         |    |       |        |         |        |    |    | .      | .      | .      | .      |        |        |        |    |        |        |    | 67e |
| 2023-2024 | IN     | SP    | PU    | SP     | PU     | SP     | PU      | MS | SP    | PU     | SP 15e  | PU 33e | SI | MS | SP     | PU     | IN     | MS     | IN     | MS     | SP     | PU | SP     | PU     | MS | 67e |
| 2024-2025 |        |       |       |        |        |        |         |    |       |        |         |        |    |    | .      | .      | .      | .      |        |        |        |    |        |        |    | 31e |
| 2024-2025 | SI 57e | SP 6e | MS 5e | SP 29e | PU 17e | SP 53e | PU N.P. | MS | SP 9e | PU 12e | IN N.P. | MS     | SP | PU | SP 17e | PU 24e | IN 33e | MS 15e | SP 32e | PU 20e | SI 71e | MS | SP 37e | PU 37e | MS | 31e |

### IBU Cup
- 1 podium individuel, dont une victoire.

 Dernière mise à jour le 12 mars 2024 

#### Podiums individuels en IBU Cup
| Podiums individuels en IBU Cup | Podiums individuels en IBU Cup | Podiums individuels en IBU Cup | Podiums individuels en IBU Cup | Podiums individuels en IBU Cup | Podiums individuels en IBU Cup |
| n°                             | Saison                         | Date                           | Lieu                           | Épreuve                        | Résultat                       |
| ------------------------------ | ------------------------------ | ------------------------------ | ------------------------------ | ------------------------------ | ------------------------------ |
| 1                              | 2023-2024                      | 16-12-2023                     | Sjusjøen                       | Mass-Start 60 12 km            | Médaille d'or                  |

### Championnats du monde juniors et jeunes
| Mondiaux / Épreuve           | Individuel                    | Sprint                            | Poursuite                        | Mass Start 60                    | Relais                        | Relais mixte                      |
| 2022 (Jeunes) Soldier Hollow | 5e                            | 9e                                | 8e                               | Épreuve inexistante à cette date | —                             | Épreuve inexistante à cette date  |
| 2023 (Jeunes) Chtchoutchinsk | 15e                           | Médaille d'or, Coupe du Monde     | Médaille d'or, Coupe du Monde    | Épreuve inexistante à cette date | Médaille d'or, Coupe du Monde | Médaille d'argent, Coupe du Monde |
| 2024 (Juniors) Otepää        | Médaille d'or, Coupe du Monde | Médaille d'argent, Coupe du Monde | Épreuve inexistante à cette date | 11e                              | Médaille d'or, Coupe du Monde | Médaille d'argent, Coupe du Monde |

Légende :
- : première place, médaille d'or
- : deuxième place, médaille d'argent
- — : non disputée par Julia Tannheimer
- : épreuve absente du programme